# Hersilia bubi
Hersilia bubi är en spindelart som beskrevs av Foord och Ansie S. Dippenaar-Schoeman 2006. Hersilia bubi ingår i släktet Hersilia och familjen Hersiliidae. Inga underarter finns listade i Catalogue of Life.